# José Matías Quintana
José Matías Quintana (Mérida, 24 febbraio 1767 – Città del Messico, 30 marzo 1841) è stato uno scrittore e politico messicano.
Fu il padre di Andrés Quintana Roo, noto politico e insorto nel processo politico della guerra d'indipendenza del Messico, e di Tomás Quintana Roo, sacerdote e anche uomo politico dello Yucatán, all'inizio del secolo XIX.

## Biografia
Era figlio di Gregorio Quintana e di Martina del Campo y León. Non compì studi professionali né accademici, pur manifestando un marcato gusto per la letteratura. In gioventù si dedicò al commercio. Nel 1810 cominciò a partecipare alle riunioni dei sanjuanistas, gruppo che combatteva per l'indipendenza dello Yucatán e della Nuova Spagna.
Fondò e diresse il periodico Clamores de la Fidelidad Americana contra la Opresión di cui furono pubblicati 26 numeri, dal novembre 1813 a maggio 1814.
Il periodico denunciava le ingiustizie commesse dagli spagnoli a danno degli americani. A causa dei suoi scritti e pubblicazioni fu arrestato e inviato come prigioniero nel carcere di San Juan de Ulúa.
Affermatasi l'indipendenza del Messico dalla Spagna, fu deputato al Congresso dello Yucatán e al Congresso dell'Unione. Fu l'autore dell'articolo Il giacobinismo in Messico, dedicato ad Antonio López de Santa Anna, che cercava di mostrare una visione imparziale dei gruppi politici dell'epoca. Scrisse poi il libro a carattere religioso Meditaciones, che riuscì a stampare due volte nello Yucatán e una volta in Messico.
Morì nella capitale il 30 marzo 1841.